# Крымский, Николай Алексеевич
Николай Алексеевич Крымский  (5 декабря 1901 года,  Логовая, Витебская губерния, Российская империя —  умер после 1947 года, СССР) — советский военачальник, полковник (1942).

## Биография
Родился 5 декабря 1901 года в деревне Логовая, ныне деревня Логовые в Ушачском районе Витебской области Белоруссии. Белорус. До призыва в армию с апреля 1915 года работал грузчиком на обмундировочных складах морского ведомства в Кронштадте.

### Военная служба

#### Гражданская война
В июне 1919 года добровольно вступил в РККА и был зачислен красноармейцем в 11-й запасной стрелковый полк Северного фронта. В августе направлен  на Западный фронт, где воевал с петлюровцами и белополяками в составе 395-го стрелкового полка 41-й стрелковой дивизии. В начале 1921 года дивизия была расформирована, и её части влились в 44-ю стрелковую дивизию, а  Крымский назначен в 362-й стрелковый полк. В его составе боролся с бандитизмом в Киевской и Волынской губерниях.

#### Межвоенные годы
В августе 1922 года направлен на 15-е Киевские пехотные курсы, а после их расформирования в декабре переведён курсантом в 5-ю Киевскую нормальную пехотную школу. По окончании в августе 1925 года назначен командиром взвода в 9-й Туркестанский стрелковый полк 3-й Туркестанской стрелковой дивизии Туркестанского фронта и участвовал с ним в ликвидации басмачества в Таджикистане. В декабре 1927 года переведён в БВО командиром взвода 81-го стрелкового полка 27-й Омской стрелковой дивизии. С декабря 1929 года в том же округе командовал взводом в 11-м авиапарке 2-й авиабригады в городе Витебск, а с марта 1932 года — ротой в 17-м авиапарке 8-й авиабригады в городе Гомель. С апреля был командиром роты в 129-м, а с марта 1934 года — начальником штаба в 127-м стрелковых полках 43-й стрелковой дивизии. В апреле 1936 года переведён в СКВО на должность начальника штаба батальона 38-го стрелкового полка 13-й Дагестанской стрелковой дивизии. С октября 1936 года капитан  Крымский исполнял должность помощника начальника штаба 65-го стрелкового полка 22-й Краснодарской стрелковой дивизии. В 1937 года переведён с ним на Дальний Восток в состав ОКДВА (Гродеково). В 1938 года в составе 1-й Краснознамённой армии участвовал с полком в боях в районе Гродеково, а 9 августа принял командование 120-м стрелковым полком 40-й стрелковой дивизии и вёл с ним бои в районе озера Хасан. С февраля 1939 года исполнял должность помощника начальника штаба 5-й стрелковой бригады 1-й Отдельной Краснознамённой армии, с февраля 1940 года был начальником штаба управления строительства Славянского укреплённого района. В апреле майор  Крымский переведён в ПриВО начальником оперативного отделения и помощником начальника штаба 53-й стрелковой дивизии им. Ф. Энгельса (в г. Энгельс и Саратов).

#### Великая Отечественная война
С началом войны убыл с 53-й стрелковой дивизией на фронт. 29 июня 1941 года она выгрузилась на станции Орша и затем была развёрнута в районе города Рославль (южнее Смоленска). С 3 июля её части занимали оборону по реке Днепр между Шкловом и Копысью. С 7 июля 1941 года  дивизия в составе 61-го стрелкового корпуса вошла в 13-ю армию и вступила в тяжёлые бои на том же рубеже с частями 46-го моторизованного корпуса немцев, не давая им переправиться через реку Днепр у Шклова. К вечеру 9 июля противнику удалось форсировать реку на участке соседней 187-й стрелковой дивизии севернее Быхова, прорвать её оборону и продвинуться на восток на 10 км. 11 июля он нанёс удар авиацией и артиллерией по боевым порядкам дивизии и затем атаковал её частями 46-го моторизованного корпуса. 12 и 13 июля дивизия оказалась на острие удара, нанесённого немцами через Днепр на г. Горки, в результате она была разгромлена и рассеяна. Её остатки выходили отдельными группами к реке Десна в район Ельни. По выходе она находилась на восстановлении, затем с 28 июля оборонялась на реке Десна в районе Большая и Малая Липня, Якимовичи.
В октябре дивизия в составе 43-й армии Резервного, а с 3 октября Западного фронтов участвовала в Вяземской оборонительной операции. После поражения наших войск в начале октября 1941 года соединения армии, в том числе и 53-я стрелковая дивизия, вынуждены были с тяжёлыми боями отойти на Можайскую линию обороны. К исходу 12 октября части дивизии вместе с 18-м запасным стрелковым полком, 17-й танковой бригадой и Подольским пехотным училищем обороняли рубеж Юрьевское, Ильинское, Подсосино, прикрывая малоярославецкое направление, однако под давлением превосходящих сил противника вынуждены были отойти к городу Малоярославец. С 14 по 16 октября они вели тяжёлые бои на западной и юго-западной окраинах города. В том же месяце майор  Крымский был назначен старшим помощником начальника 1-го отделения оперативного отдела штаба этой же 43-й армии. Участвовал с ней в битве за Москву, в оборонительных боях на реках Воря и Угра западнее города Медынь. Отличился в боях с 15 по 22 февраля, когда по заданию штаба армии занимался организацией обороны деревни Захарово и отражением контратак немцев на участке 1-й и 9-й гвардейских стрелковых дивизий. Приказом по войскам Западного фронта от 22 марта 1942 подполковник Крымский был награждён орденом Красной Звезды.
С 1 мая 1942 года назначен командиром 415-й стрелковой дивизии. С 1 июля 1942 года исполнял должность заместителя командира 53-й стрелковой дивизии. С 16 августа вступил во временное командование 5-й стрелковой дивизией и в составе 31-й армии участвовал с ней в Ржевско-Сычёвской наступательной операции. С возвращением из госпиталя прежнего командира  с 26 сентября 1942 года был переведён на должность командира 133-й стрелковой дивизии, которая вела бои на подступах к городу Ржев. В боевой характеристике на него от 4 декабря командующий армией генерал-майор В. С. Поленов отмечал: «За время командования 5-й, а затем 133-й стрелковой дивизии показал себя как боевой, смелый, инициативный командир и хороший администратор. Умеет организовать и руководить боем дивизии... Должности командира дивизии вполне соответствует». Однако в конце месяца за невыполнение боевой задачи он был отстранён от командования и 24 января 1943 года назначен заместителем командира 193-й стрелковой дивизии, доформировавшейся в городе Вольск. К 15 февраля она была переброшена на Центральный фронт в 65-ю армию и затем вела бои на севском направлении. Указом ПВС СССР от 28 апреля 1943 года дивизия была награждена орденом Красного Знамени. С 16 июня она занимала оборону по восточному берегу р. Сев. В этой должности полковник  Крымский имел самые лучшие отзывы от командира дивизии полковника Ф. Н. Жабрева, за боевые отличия в сентябре 1943 года он был награждён орденом Красного Знамени. С июля по декабрь 1943 года исполнял должность заместителя командира 18-го стрелкового корпуса и в составе Центрального (с 20 октября — Белорусского) фронта участвовал с ним в Черниговско-Припятской, Гомельско-Речицкой наступательных операциях. С 22 декабря принял командование 354-й стрелковой дивизией, которая в составе той же армии и фронта в это время участвовала в Калинковичско-Мозырской наступательной операции, в боях по ликвидации озарической группировки противника. Приказом ВГК от 15 января 1944 года за образцовое выполнение заданий командования при освобождении города Калинковичи ей было присвоено наименование «Калинковичская». Однако как командир дивизии полковник Крымский имел отрицательные характеристики от командира 95-го стрелкового корпуса генерал-майора И. А. Кузовкова. В середине февраля 1944 года отстранён от командования и возвращён на прежнюю должность заместителя командира 18-го стрелкового корпуса. 18 июня освобождён от должности и направлен на учёбу на КУВНАС при Высшей военной академии им. К. Е. Ворошилова. В декабре окончил её ускоренный курс и находился в резерве Ставки ВГК при академии.

#### Советско-японская война
В июне 1945 года направлен в распоряжение Военного совета Забайкальского фронта и с 26 июня исполнял должность заместителя командира 209-й стрелковой дивизии 36-й армии. К 9 июля она была передислоцирована из Харанора в Монголию (нас. пункт Югодзыр-Хид) и включена в 17-ю армию Забайкальского фронта. В её составе участвовала с 8 сентября в Хингано-Мукденской наступательной операции. За отличия в боях против японских войск на Дальнем Востоке при преодолении горного хребта Большой Хинган приказом ВГК от 20 сентября 1945 года дивизии было присвоено наименование «Хинганская».

#### Послевоенное время
После войны в прежней должности.  с 16 сентября 1946 года исполнял должность заместителя командира 59-й стрелковой Краснознамённой дивизии Заб.-АмурВО.
12 июня 1947 года полковник Крымский уволен в запас.

## Награды
- орден Ленина (21.02.1945)[4][5]
- два ордена Красного Знамени (20.09.1943[6],   03.11.1944[5][7])
- ордена Красной Звезды (22.03.1942)[8]
  - медали в том числе:
  - «XX лет Рабоче-Крестьянской Красной Армии» (1938)[6]
  - «За оборону Москвы» (1945)
  - «За победу над Германией в Великой Отечественной войне 1941—1945 гг.» (1945)
  - «За победу над Японией» (1945)
  - «30 лет Халхин-Гольской Победы» (15.08.1969[9])